# Jaligny-sur-Besbre
Jaligny-sur-Besbre é uma comuna francesa na região administrativa de Auvérnia-Ródano-Alpes, no departamento Allier. Estende-se por uma área de 9,65 km². Em 2010 a comuna tinha 578 habitantes (densidade: 59,9 hab./km²).